# Dominik Veselovský
Dominik Veselovský (Plzeň, 19 luglio 2002) è un calciatore slovacco, centrocampista del Dukla B.B.

## Carriera

### Club
Cresciuto nel settore giovanile del DAC Dunajská Streda, esordisce in prima squadra il 21 luglio 2019, disputando l'incontro di Superliga vinto per 1-2 contro il ViOn Z.M.

### Nazionale
Ha fatto parte della nazionale slovacca Under-19.

## Statistiche

### Presenze e reti nei club
Statistiche aggiornate al 4 agosto 2022.
| Stagione        | Squadra             | Campionato      | Campionato | Campionato | Coppe nazionali | Coppe nazionali | Coppe nazionali | Coppe continentali | Coppe continentali | Coppe continentali | Altre coppe | Altre coppe | Altre coppe | Totale | Totale |
| Stagione        | Squadra             | Comp            | Pres       | Reti       | Comp            | Pres            | Reti            | Comp               | Pres               | Reti               | Comp        | Pres        | Reti        | Pres   | Reti   |
| --------------- | ------------------- | --------------- | ---------- | ---------- | --------------- | --------------- | --------------- | ------------------ | ------------------ | ------------------ | ----------- | ----------- | ----------- | ------ | ------ |
| 2019-2020       | DAC Dunajská Streda | SL              | 5          | 0          | CS              | 1               | 0               | UEL                | 2                  | 0                  |             | -           | -           | 8      | 0      |
| 2020-2021       | DAC Dunajská Streda | SL              | 0          | 0          | CS              | 1               | 1               | UEL                | 0                  | 0                  |             | -           | -           | 1      | 1      |
| 2021-2022       | DAC Dunajská Streda | SL              | 11         | 0          | CS              | 1               | 0               | UECL               | 0                  | 0                  |             | -           | -           | 12     | 0      |
| 2022-2023       | DAC Dunajská Streda | SL              | 3          | 1          | CS              | 0               | 0               | UECL               | 5                  | 2                  |             | -           | -           | 8      | 3      |
| Totale carriera | Totale carriera     | Totale carriera | 19         | 1          |                 | 3               | 1               |                    | 7                  | 2                  |             | -           | -           | 29     | 4      |